# Puchar CEV siatkarek (2024/2025)
Puchar CEV siatkarek 2024/2025 – 18. sezon turnieju rozgrywanego od 2007 roku, organizowanego przez Europejską Konfederację Piłki Siatkowej (CEV) w ramach europejskich pucharów dla żeńskich klubowych zespołów siatkarskich "starego kontynentu".

## System rozgrywek[2]
Rozgrywki składają się z 5 rund:
- 1/16 finału,
- 1/8 finału,
- ćwierćfinały,
- półfinały,
- finał.

O zwycięstwie w dwumeczu decydowała liczba wygranych meczów. W przypadku remisu (tyle samo punktów na koncie każdej z drużyn), niezależnie od liczby wygranych i przegranych setów, o awansie decydował dodatkowy tzw. złoty set, rozgrywany bezpośrednio po drugim meczu, do 15 punktów.
Wszystkie drużyny zgłoszone bezpośrednio do Pucharu CEV oraz drużyny, które odpadły w kwalifikacjach do Ligi Mistrzyń, rozpoczęły rozgrywki od 1/16 finału. W parach 1/16 finału rozstawione zostało po jednej drużynie z każdej z 15 federacji, które zgłosiły swoich przedstawicieli bezpośrednio do Pucharu CEV, zgodnie z pozycją w rankingu oraz druga drużyna z Czech. Pozostali uczestnicy łącznie z drużynami z kwalifikacji z Ligi Mistrzyń oraz pięć wolnych losów, zostały dolosowane do drużyn rozstawionych.
Drużyny, które zajęły trzecie miejsca w grupach Ligi Mistrzyń a nie awansowały do playoff, rozpoczęły rozgrywki w Pucharze CEV na etapie ćwierćfinałów.

## Drużyny uczestniczące[4]
| Federacja                                                                                      | Rk  | M | Kluby                          | Miejsce w danej lidze w sezonie 2023/2024 |
| ---------------------------------------------------------------------------------------------- | --- | - | ------------------------------ | ----------------------------------------- |
| Austria                                                                                        | 18. | 0 | Ti-Volley Innsbruck            | 1. miejsce                                |
| Belgia                                                                                         | 11. | 1 | Tchalou Chapelle-lez-Herlemont | 2. miejsce                                |
| Chorwacja                                                                                      | 13. | 1 | OK Dinamo Zagrzeb              | 2. miejsce                                |
| Czechy                                                                                         | 5.  | 2 | VK Dukla Liberec               | 2. miejsce                                |
| Czechy                                                                                         | 5.  | 2 | VK Prostějov                   | 3. miejsce                                |
| Francja                                                                                        | 6.  | 2 | Volley Mulhouse Alsace         | 3. miejsce                                |
| Francja                                                                                        | 6.  | 2 | Voléro Le Cannet               | 4. miejsce                                |
| Francja                                                                                        | 6.  | 2 | Vandœuvre Nancy VB             | 5. miejsce                                |
| Hiszpania                                                                                      | 10. | 2 | Avarca de Menorca              | 2. miejsce                                |
| Hiszpania                                                                                      | 10. | 2 | Sanaya Libby's La Laguna       | 3. miejsce                                |
| Niemcy                                                                                         | 4.  | 2 | Dresdner SC                    | 3. miejsce                                |
| Polska                                                                                         | 17. | 1 | ŁKS Commercecon Łódź           | 5. miejsce                                |
| Polska                                                                                         | 17. | 1 | Moya Radomka Radom             | 6. miejsce                                |
| Rumunia                                                                                        | 1.  | 2 | CS Volei Alba Blaj             | 2. miejsce                                |
| Serbia                                                                                         | 7.  | 2 | Crvena Zvezda Belgrad          | 4. miejsce                                |
| Słowenia                                                                                       | 15. | 1 | Nova Branik Maribor            | Puchar Słowenii                           |
| Szwajcaria                                                                                     | 14. | 1 | Viteos Neuchâtel               | 1. miejsce                                |
| Turcja                                                                                         | 2.  | 1 | THY Stambuł                    | 4. miejsce                                |
| Turcja                                                                                         | 2.  | 1 | Kuzeyboru SK                   | 5. miejsce                                |
| Węgry                                                                                          | 8.  | 2 | 1. MCM-Diamant Kaposvári       | 2. miejsce                                |
| Węgry                                                                                          | 8.  | 2 | Swietelsky Békéscsaba          | 3. miejsce                                |
| Włochy                                                                                         | 3.  | 1 | Igor Gorgonzola Novara         | 4. miejsce                                |
| Legenda: Rk – miejsce w rankingu CEV M – ilość miejsc przysługujących federacji w Pucharze CEV |     |   |                                |                                           |

| Federacja            | Kluby               | Miejsce w danej lidze w sezonie 2023/2024 |
| -------------------- | ------------------- | ----------------------------------------- |
| Belgia               | Asterix Avo Beveren | 1. miejsce                                |
| Bośnia i Hercegowina | ŽOK Gacko           | 1. miejsce                                |
| Czarnogóra           | OK Herceg Novi      | 1. miejsce                                |
| Hiszpania            | CV Gran Canaria     | 1. miejsce                                |
| Macedonia Północna   | Rabotniczki Skopje  | 1. miejsce                                |

| Federacja  | Kluby                        |
| ---------- | ---------------------------- |
| Bułgaria   | Marica Płowdiw               |
| Polska     | BKS Bostik ZGO Bielsko-Biała |
| Portugalia | AJM FC do Porto              |
| Węgry      | Vasas Óbuda Budapest         |

## Rozgrywki[6]
Wszystkie godziny według czasu lokalnego.

### 1/16 finału
| Data                                 | Godz. | Drużyna 1                | Wynik | Drużyna 2                      | 1     | 2     | 3     | 4     | 5     | Złoty set | Widzów | *      |
| ------------------------------------ | ----- | ------------------------ | ----- | ------------------------------ | ----- | ----- | ----- | ----- | ----- | --------- | ------ | ------ |
| 05.11.2024                           | 19:00 | Kuzeyboru SK             | 3:1   | OK Dinamo Zagrzeb              | 25:15 | 27:29 | 25:12 | 25:16 |       |           | 2500   | raport |
| 12.11.2024                           | 20:00 | Kuzeyboru SK             | 3:0   | OK Dinamo Zagrzeb              | 25:17 | 25:15 | 26:24 |       |       | 500       | raport |        |
| 06.11.2024                           | 18:00 | ŽOK Gacko                | 0:3   | Volley Mulhouse Alsace         | 11:25 | 13:25 | 22:25 |       |       |           | 150    | raport |
| 12.11.2024                           | 19:00 | ŽOK Gacko                | 0:3   | Volley Mulhouse Alsace         | 26:28 | 18:25 | 17:25 |       |       | 2126      | raport |        |
| 07.11.2024                           | 19:00 | CV Gran Canaria          | 0:3   | ŁKS Commercecon Łódź           | 26:28 | 20:25 | 18:25 |       |       |           | 300    | raport |
| 13.11.2024                           | 18:00 | CV Gran Canaria          | 0:3   | ŁKS Commercecon Łódź           | 14:25 | 15:25 | 14:25 |       |       | 1500      | raport |        |
| —                                    | —     | wolny los                | —     | Igor Gorgonzola Novara         | —     | —     | —     | —     | —     |           | —      | raport |
| —                                    | —     | wolny los                | —     | Igor Gorgonzola Novara         | —     | —     | —     | —     | —     | —         | raport |        |
| 06.11.2024                           | 20:00 | Asterix Avo Beveren      | 3:1   | Tchalou Chapelle-lez-Herlemont | 27:25 | 26:28 | 26:24 | 25:17 |       |           | 250    | raport |
| 13.11.2024                           | 20:00 | Asterix Avo Beveren      | 3:0   | Tchalou Chapelle-lez-Herlemont | 25:19 | 34:32 | 25:20 |       |       |           | raport |        |
| 06.11.2024                           | 20:00 | Voléro Le Cannet         | 3:1   | Crvena Zvezda Belgrad          | 23:25 | 25:15 | 25:19 | 25:23 |       | 15:12     | 501    | raport |
| 12.11.2024                           | 17:00 | Voléro Le Cannet         | 1:3   | Crvena Zvezda Belgrad          | 27:25 | 13:25 | 15:25 | 18:25 |       | 15:12     | bd     | raport |
| 06.11.2024                           | 18:00 | Swietelsky Békéscsaba    | 3:0   | Ti-Volley Innsbruck            | 25:17 | 25:20 | 25:13 |       |       |           | 835    | raport |
| 13.11.2024                           | 19:00 | Swietelsky Békéscsaba    | 2:3   | Ti-Volley Innsbruck            | 25:19 | 26:28 | 25:14 | 19:25 | 11:15 | 300       | raport |        |
| 05.11.2024                           | 19:00 | OK Herceg Novi           | 0:3   | THY Stambuł                    | 17:25 | 21:25 | 16:25 |       |       |           | 220    | raport |
| 13.11.2024                           | 19:00 | OK Herceg Novi           | 0:3   | THY Stambuł                    | 14:25 | 15:25 | 16:25 |       |       | 310       | raport |        |
| —                                    | —     | wolny los                | —     | Viteos Neuchâtel               | —     | —     | —     | —     | —     |           | —      | raport |
| —                                    | —     | wolny los                | —     | Viteos Neuchâtel               | —     | —     | —     | —     | —     | —         | raport |        |
| 07.11.2024                           | 17:30 | Moya Radomka Radom       | 3:0   | VK Dukla Liberec               | 25:15 | 25:15 | 25:23 |       |       |           | 1873   | raport |
| 13.11.2024                           | 18:00 | Moya Radomka Radom       | 3:0   | VK Dukla Liberec               | 25:21 | 25:20 | 25:21 |       |       | 325       | raport |        |
| —                                    | —     | wolny los                | —     | Nova Branik Maribor            | —     | —     | —     | —     | —     |           | —      | raport |
| —                                    | —     | wolny los                | —     | Nova Branik Maribor            | —     | —     | —     | —     | —     | —         | raport |        |
| 06.11.2024                           | 20:00 | Vandœuvre Nancy VB       | 3:1   | Dresdner SC                    | 25:23 | 25:21 | 17:25 | 25:23 |       |           | 1420   | raport |
| 13.11.2024                           | 19:00 | Vandœuvre Nancy VB       | 3:0   | Dresdner SC                    | 25:22 | 25:18 | 25:17 |       |       | 2120      | raport |        |
| —                                    | —     | wolny los                | —     | Avarca de Menorca              | —     | —     | —     | —     | —     |           | —      | raport |
| —                                    | —     | wolny los                | —     | Avarca de Menorca              | —     | —     | —     | —     | —     | —         | raport |        |
| 06.11.2024                           | 19:00 | Sanaya Libby's La Laguna | 3:1   | 1. MCM-Diamant Kaposvári       | 25:15 | 25:16 | 16:25 | 25:19 |       |           | 450    | raport |
| 13.11.2024                           | 18:00 | Sanaya Libby's La Laguna | 3:1   | 1. MCM-Diamant Kaposvári       | 15:25 | 25:22 | 25:22 | 25:21 |       | 400       | raport |        |
| —                                    | —     | wolny los                | —     | VK Prostějov                   | —     | —     | —     | —     | —     |           | —      | raport |
| —                                    | —     | wolny los                | —     | VK Prostějov                   | —     | —     | —     | —     | —     | —         | raport |        |
| 12.11.2024                           | 18:00 | Rabotniczki Skopje       | 0:3   | CS Volei Alba Blaj             | 14:25 | 11:25 | 11:25 |       |       |           | 300    | raport |
| 05.11.2024                           | 19:00 | Rabotniczki Skopje       | 0:3   | CS Volei Alba Blaj             | 17:25 | 8:25  | 8:25  |       |       | 850       | raport |        |
| Po lewej gospodarz pierwszego meczu. |       |                          |       |                                |       |       |       |       |       |           |        |        |

### 1/8 finału
| Data                                 | Godz. | Drużyna 1             | Wynik | Drużyna 2                | 1     | 2     | 3     | 4     | 5     | Złoty set | Widzów | *      |
| ------------------------------------ | ----- | --------------------- | ----- | ------------------------ | ----- | ----- | ----- | ----- | ----- | --------- | ------ | ------ |
| 27.11.2024                           | 19:00 | Kuzeyboru SK          | 3:1   | Volley Mulhouse Alsace   | 26:28 | 25:17 | 27:25 | 25:23 |       |           | 2500   | raport |
| 10.12.2024                           | 19:00 | Kuzeyboru SK          | 3:2   | Volley Mulhouse Alsace   | 22:25 | 22:25 | 25:20 | 25:22 | 15:13 | 2097      | raport |        |
| 26.11.2024                           | 20:30 | ŁKS Commercecon Łódź  | 0:3   | Igor Gorgonzola Novara   | 17:25 | 15:25 | 21:25 |       |       |           | 1700   | raport |
| 11.12.2024                           | 20:00 | ŁKS Commercecon Łódź  | 0:3   | Igor Gorgonzola Novara   | 21:25 | 19:25 | 26:28 |       |       | 2019      | raport |        |
| 27.11.2024                           | 20:00 | Asterix Avo Beveren   | 3:0   | Voléro Le Cannet         | 25:19 | 25:21 | 25:22 |       |       | 15:11     | 200    | raport |
| 11.12.2024                           | 20:00 | Asterix Avo Beveren   | 0:3   | Voléro Le Cannet         | 23:25 | 19:25 | 22:25 |       |       | 15:11     | 358    | raport |
| 27.11.2024                           | 18:00 | Swietelsky Békéscsaba | 0:3   | THY Stambuł              | 15:25 | 22:25 | 19:25 |       |       |           | 1185   | raport |
| 10.12.2024                           | 14:00 | Swietelsky Békéscsaba | 0:3   | THY Stambuł              | 14:25 | 19:25 | 17:25 |       |       | 204       | raport |        |
| 28.11.2024                           | 20:00 | Viteos Neuchâtel      | 0:3   | Moya Radomka Radom       | 28:30 | 24:26 | 28:30 |       |       |           | 1050   | raport |
| 11.12.2024                           | 20:30 | Viteos Neuchâtel      | 3:2   | Moya Radomka Radom       | 25:21 | 25:23 | 11:25 | 18:25 | 21:19 | 1500      | raport |        |
| 27.11.2024                           | 18:00 | Nova Branik Maribor   | 0:3   | Vandœuvre Nancy VB       | 23:25 | 23:25 | 18:25 |       |       |           | 330    | raport |
| 10.12.2024                           | 20:00 | Nova Branik Maribor   | 0:3   | Vandœuvre Nancy VB       | 6:25  | 21:25 | 20:25 |       |       | 1800      | raport |        |
| 27.11.2024                           | 20:00 | Avarca de Menorca     | 3:1   | Sanaya Libby's La Laguna | 25:22 | 25:16 | 22:25 | 25:19 |       |           | 450    | raport |
| 10.12.2024                           | 19:00 | Avarca de Menorca     | 3:1   | Sanaya Libby's La Laguna | 25:21 | 25:20 | 15:25 | 25:21 |       | 351       | raport |        |
| 28.11.2024                           | 18:00 | VK Prostějov          | 1:3   | CS Volei Alba Blaj       | 25:21 | 17:25 | 20:25 | 21:25 |       |           | 400    | raport |
| 11.12.2024                           | 18:00 | VK Prostějov          | 2:3   | CS Volei Alba Blaj       | 21:25 | 25:16 | 14:25 | 29:27 | 6:15  | 876       | raport |        |
| Po lewej gospodarz pierwszego meczu. |       |                       |       |                          |       |       |       |       |       |           |        |        |

### Runda play-off
| Data                                 | Godz. | Drużyna 1           | Wynik | Drużyna 2              | 1     | 2     | 3     | 4     | 5 | Złoty set | Widzów | *      |
| ------------------------------------ | ----- | ------------------- | ----- | ---------------------- | ----- | ----- | ----- | ----- | - | --------- | ------ | ------ |
| 09.01.2025                           | 19:00 | Kuzeyboru SK        | 3:1   | Igor Gorgonzola Novara | 25:23 | 15:25 | 25:13 | 25:23 |   | 5:15      | 2500   | raport |
| 22.01.2025                           | 20:00 | Kuzeyboru SK        | 0:3   | Igor Gorgonzola Novara | 21:25 | 20:25 | 21:25 |       |   | 5:15      | 2089   | raport |
| 08.01.2025                           | 20:00 | Asterix Avo Beveren | 0:3   | THY Stambuł            | 21:25 | 18:25 | 22:25 |       |   |           | 400    | raport |
| 23.01.2025                           | 17:00 | Asterix Avo Beveren | 0:3   | THY Stambuł            | 19:25 | 23:25 | 17:25 |       |   | 336       | raport |        |
| 07.01.2025                           | 20:30 | Moya Radomka Radom  | 1:3   | Vandœuvre Nancy VB     | 22:25 | 25:15 | 23:25 | 13:25 |   | 18:16     | 1495   | raport |
| 22.01.2025                           | 20:00 | Moya Radomka Radom  | 3:0   | Vandœuvre Nancy VB     | 25:19 | 25:19 | 37:35 |       |   | 18:16     | 1800   | raport |
| 08.01.2025                           | 20:00 | Avarca de Menorca   | 0:3   | CS Volei Alba Blaj     | 23:25 | 14:25 | 23:25 |       |   |           | 550    | raport |
| 21.01.2025                           | 18:00 | Avarca de Menorca   | 0:3   | CS Volei Alba Blaj     | 21:25 | 16:25 | 22:25 |       |   | 1600      | raport |        |
| Po lewej gospodarz pierwszego meczu. |       |                     |       |                        |       |       |       |       |   |           |        |        |

### Ćwierćfinały
| Data                                 | Godz. | Drużyna 1                    | Wynik | Drużyna 2              | 1     | 2     | 3     | 4     | 5     | Złoty set | Widzów | *      |
| ------------------------------------ | ----- | ---------------------------- | ----- | ---------------------- | ----- | ----- | ----- | ----- | ----- | --------- | ------ | ------ |
| 18.02.2025                           | 19:00 | Marica Płowdiw               | 0:3   | Igor Gorgonzola Novara | 21:25 | 19:25 | 14:25 |       |       |           | 1708   | raport |
| 04.02.2025                           | 20:00 | Marica Płowdiw               | 0:3   | Igor Gorgonzola Novara | 20:25 | 13:25 | 19:25 |       |       | 2120      | raport |        |
| 05.02.2025                           | 18:00 | BKS Bostik ZGO Bielsko-Biała | 3:1   | THY Stambuł            | 25:16 | 20:25 | 25:21 | 25:12 |       | 7:15      | 1050   | raport |
| 20.02.2025                           | 18:00 | BKS Bostik ZGO Bielsko-Biała | 0:3   | THY Stambuł            | 19:25 | 15:25 | 20:25 |       |       | 7:15      | 400    | raport |
| 06.02.2025                           | 18:00 | Vasas Óbuda Budapest         | 3:1   | Moya Radomka Radom     | 19:25 | 25:20 | 25:19 | 25:21 |       |           | 450    | raport |
| 18.02.2025                           | 20:30 | Vasas Óbuda Budapest         | 2:3   | Moya Radomka Radom     | 15:25 | 22:25 | 27:25 | 31:29 | 12:15 | 1994      | raport |        |
| 04.02.2025                           | 20:30 | AJM FC do Porto              | 0:3   | CS Volei Alba Blaj     | 22:25 | 20:25 | 21:25 |       |       |           | 797    | raport |
| 20.02.2025                           | 18:00 | AJM FC do Porto              | 1:3   | CS Volei Alba Blaj     | 13:25 | 25:23 | 9:25  | 22:25 |       | 2108      | raport |        |
| Po lewej gospodarz pierwszego meczu. |       |                              |       |                        |       |       |       |       |       |           |        |        |

### Półfinały
| Data                                 | Godz. | Drużyna 1              | Wynik | Drużyna 2          | 1     | 2     | 3     | 4     | 5    | Złoty set | Widzów | *      |
| ------------------------------------ | ----- | ---------------------- | ----- | ------------------ | ----- | ----- | ----- | ----- | ---- | --------- | ------ | ------ |
| 05.03.2025                           | 20:00 | Igor Gorgonzola Novara | 3:0   | THY Stambuł        | 25:23 | 25:18 | 26:24 |       |      |           | 2788   | raport |
| 13.03.2025                           | 14:00 | Igor Gorgonzola Novara | 3:0   | THY Stambuł        | 27:25 | 26:24 | 25:18 |       |      | 1500      | raport |        |
| 04.03.2025                           | 17:00 | Vasas Óbuda Budapest   | 2:3   | CS Volei Alba Blaj | 26:24 | 19:25 | 25:9  | 18:25 | 9:15 |           | 1150   | raport |
| 11.03.2025                           | 18:00 | Vasas Óbuda Budapest   | 0:3   | CS Volei Alba Blaj | 18:25 | 22:25 | 21:25 |       |      | 2036      | raport |        |
| Po lewej gospodarz pierwszego meczu. |       |                        |       |                    |       |       |       |       |      |           |        |        |

### Finał
| Data                                 | Godz. | Drużyna 1              | Wynik | Drużyna 2          | 1     | 2     | 3     | 4     | 5 | Złoty set | Widzów | *      |
| ------------------------------------ | ----- | ---------------------- | ----- | ------------------ | ----- | ----- | ----- | ----- | - | --------- | ------ | ------ |
| 25.03.2025                           | 20:00 | Igor Gorgonzola Novara | 3:1   | CS Volei Alba Blaj | 25:12 | 25:20 | 20:25 | 25:17 |   |           | 3800   | raport |
| 01.04.2025                           | 18:00 | Igor Gorgonzola Novara | 3:0   | CS Volei Alba Blaj | 30:28 | 25:17 | 28:26 |       |   | 2251      | raport |        |
| Po lewej gospodarz pierwszego meczu. |       |                        |       |                    |       |       |       |       |   |           |        |        |